# Claudia Capitolina
Claudia Capitolina (en griego η Κλαυδία Καπιτωλίνα; murió después del año 92) fue una mujer greco-egipcia que vivió durante el Imperio romano en el siglo I y, posiblemente, a comienzos del siglo II. Fue princesa del Reino de Comagene por matrimonio con Cayo Julio Arquelao Antíoco Epífanes.

## Vida
Capitolina provenía de familia équites. Nació y creció en Alejandría, Egipto. Era hija y única descendiente de Tiberio Claudio Balbilo y de una esposa cuyo nombre no ha sido conservado. Su cognomen Capitolina probablemente proceda del lado materno. Su padre fue uno de los magistrados de mayor rango dentro del orden ecuestre que sirvió en Roma. Balbilo fue astrólogo y un erudito, que más tarde ocupó el cargo de prefecto de Egipto.
El abuelo paterno de Capitolina fue un gramático y astrólogo greco-egipcio llamado Trásilo de Mendes —o Tiberius Claudius Thrasyllus—, amigo personal del emperador romano Tiberio. Su abuela paterna fue la princesa griega Aka II de Comagene, quien era tataranieta del rey Antíoco I de Comagene. Una de sus primas paternas fue Ennia Trasila, quien contrajo matrimonio con Nevio Sutorio Macrón, prefecto del pretorio (jefe de la Guardia Pretoriana).

## Reino de Comagene
En el año 64, Capitolina contrajo matrimonio con un príncipe griego del Reino de Comagene llamado Gayo Julio Arquelao Antíoco Epífanes, quien era primo segundo paterno de Capitolina. Aunque no se la menciona en las fuentes romanas, ha sido identificada como la esposa de Epífanes y madre de los hijos de este gracias a inscripciones honoríficas y poesía laudatoria que han llegado hasta nuestros días. Tras casarse con Capitolina, Epífanes se estableció con ella en la corte de su suegro, el rey Antíoco IV de Comagene. En el año 65, Capitolina dio a luz en Samosata al primer hijo de Epífanes: Cayo Julio Antíoco Epífanes Filopapo.
Capitolina vivió en Comagene desde el año 64 hasta el 72. En ese último año, Lucio Cesenio Peto, gobernador romano de Siria, envió cartas al emperador Vespasiano acusando a Antíoco IV, a Epífanes y a su hermano Calínico de planear una rebelión contra Roma y de haberse aliado con el rey de Partia. En dichas cartas, Peto acusaba a los tres de deslealtad hacia el emperador. Se desconoce si estas acusaciones eran ciertas o falsas. Tras leerlas, Vespasiano concluyó que no podía seguir confiando en la familia de Antíoco IV ni encomendarles la protección del cruce estratégico del río Éufrates en Samosata. Por ello, ordenó a Antíoco IV que pusiera fin a su reinado en Comagene.
Peto invadió el reino al mando de la Legio VI Ferrata. Los reyes Aristóbulo de Calcis y Sohémo de Emesa también aportaron tropas a la campaña. Todos llegaron la noche antes de la batalla. Mientras Epífanes y Calínico se preparaban esa noche para la guerra, Antíoco IV se disponía a huir hacia Cilicia.
A la mañana siguiente, cuando debía librarse la batalla, Epífanes huyó con Capitolina y su hijo, junto con Calínico, por temor a los romanos, y buscaron refugio en la corte del rey de Partia. Antíoco IV, igualmente atemorizado, huyó a Cilicia. Existe la posibilidad de que Epífanes y Calínico intentaran ofrecer una breve resistencia antes de huir a Partia.

## Vida posterior
La familia de Antíoco IV había defraudado a su propio ejército y a los ciudadanos de Comagene. Sin embargo, ni Antíoco IV ni su familia habían considerado en ningún momento provocar una guerra contra Roma, y deseaban limpiar su nombre de tales acusaciones. Vespasiano hizo que Epífanes, Capitolina, su hijo y Calínico regresaran pacíficamente a Roma, escoltados honorablemente por una unidad militar romana. Capitolina, Epífanes, su hijo y Calínico vivieron en Roma junto a Antíoco IV durante el resto de su vida. Vespasiano les otorgó a Antíoco IV y a su familia ingresos suficientes para poder vivir con comodidad. Llevaron una vida glamorosa y fueron tratados con gran respeto.
En el año 72, Capitolina dio a luz en Roma a otra hija de Epífanes, llamada Julia Balbila. Tras la muerte de Antíoco IV, Capitolina, Epífanes y su familia se trasladaron y se establecieron finalmente en Atenas, Grecia.
El padre de Capitolina falleció en el año 79. Balbilo fue amigo de los primeros emperadores romanos, incluido Vespasiano, quien lo estimaba profundamente. En su honor, Vespasiano dedicó un festival deportivo llamado los Juegos Balbileos, celebrados en Éfeso desde el año 79 y continuados hasta bien entrado el siglo III.
En Éfeso se conservan inscripciones en honor a Capitolina y a su difunto padre. Estas inscripciones son de carácter honorífico y reconocen a Capitolina como hija de Balbilo, así como participante honoraria en los Juegos Balbileos de Éfeso.
Tras la muerte de Epífanes en Atenas en el año 92, Capitolina regresó a Alejandría. Pasó allí sus últimos años y contrajo matrimonio con el político Marco Junio Rufo entre los años 94 y 98.
Su hijo permaneció en Atenas, donde se convirtió en un ciudadano prominente. Su hija, Julia Balbila, se convirtió en una reconocida poeta y acompañante de viajes del emperador Adriano y de su esposa, la emperatriz romana Vibia Sabina. En un poema que se conserva, escrito por Balbila en memoria de sus padres y abuelos, describe a sus progenitores como personas «piadosas» y habla con gran estima de su linaje.